# Конституция Республики Марий Эл
Конституция Республики Марий Эл (луговомар. Марий Эл Республикын Конституцийже, горномар. Мары Эл Республикӹн Конституцижӹ) — основной закон Республики Марий Эл в составе Российской Федерации.
Принята Конституционным Собранием Республики Марий Эл 24 июня 1995 года. С изменениями от 22 октября 1997 года, 22 февраля, 5 июня, 21 декабря 2000 года, 11, 28 мая 2001 года, 16 июня 2003 года, 18 июня, 29 сентября 2004 года, 29 июня 2005 года, 4 октября 2006 года, 5 августа 2008 года, 10 июня 2010 года, 8 июня 2011 года, 27 августа 2012 года, 31 июля 2014 года, 28 мая 2021 года.

## Структура
- Преамбула

Народ Республики Марий Эл через своих представителей в Конституционном Собрании, реализуя своё неотъемлемое право на самоопределение
подтверждая историческое единство с народами России, утверждая права и свободы человека, гражданский мир и согласие, заявляя о стремлении обеспечить благополучие и процветание республики, установить правовое государство, которое обеспечило бы верховенство закона как выражение воли народа, развивать культуру и экономику в целях обеспечения достойного уровня жизни для всех, принимает настоящую Конституцию

- 9 глав
  - Глава 1. Основы конституционного строя (статьи 1—16)
  - Глава 2. Права и свободы человека и гражданина (статьи 17—63)
  - Глава 3. Государственное Собрание Республики Марий Эл (статьи 64—75)
  - Глава 4. Глава Республики Марий Эл. Исполнительная власть (статьи 76-85)
  - Глава 5. Судебная власть (статьи 86—95)
  - Глава 6. Прокуратура (статья 96)
  - Глава 7. Административно-территориальное деление. Местное самоуправление (статьи 97—106)
  - Глава 8. Конституционные поправки и пересмотр конституции (статьи 107—108)
  - Глава 9. Заключительные и переходные положения (статьи 109—112)
- 105 статей (Первоначально Конституция состояла из 116 статей, 11 были исключены).

## Историческая справка
Конституция Республики Марий Эл принята Конституционным Собранием Республики Марий Эл 24 июня 1995 года. Всего внесено 67 поправок. Последние, принятые в мае 2021 года, касались приведения в соответствии с поправками к Конституции Российской Федерации в 2020 году, ликвидации Конституционного суда Республики Марий Эл и закрепления должности Уполномоченного по правам человека в Республике Марий Эл.